# Микита Забуга
Микита Забуга (біл. Мікіта Забуга; 21 лютого 1981) — білоруський громадський діяч, підприємець і благодійник.

## Біографія
Закінчив Гродненський ліцей, у 2002 році — Академію МВС Білорусі. На початку 2000-х років працював слідчим у відділі Слідчого комітету по Мінській області, а також в оперативно-розшуковій частині ДАІ УМВС Гродненського облвиконкому.
У 2003 році звільнився, переїхав до Литви, де займався приватним бізнесом, паралельно маючи бізнес у Білорусі. Здобув юридичну освіту в Литовській Республіці, згодом закінчив Оксфордський університет.

## Громадська та благодійна діяльність
У 2013 році виступив спонсором встановлення пам'ятника на честь 150-річчя повстання Кастуся Калиновського біля села Слободка Варненської сільської ради Остравецького району.
У 2015 році увійшов до правління Товариства білоруської культури в Литві. У 2016 році профінансував відкриття меморіальної дошки на честь поета і священника Казимира Свояка у Вільнюсі. У 2017 році брав участь у розкопках останків Кастуся Калиновського у Вільнюсі. Згодом Світлана Тихановська нагородила дослідників знаками пошани.
Брав участь у створенні «паспорта Нової Білорусі». Очолювана ним Геральдична рада «Погоня» розробила дизайн документа, а також проєкт і статут нагород Об'єднаного тимчасового кабінету та медалі «За бойові заслуги», якою нагороджує Рада Білоруської Народної Республіки.
Станом на 2025 рік бере участь добровольцем у Російсько-українській війні у складі полку імені Кастуся Калиновського.

## Нагороди
- Медаль ордена Погоні[3]